# Valtherbrug
De Valtherbrug is een veenweg of veenbrug uit de Pre Romeinse IJzerijd die in 1818 werd ontdekt door J.W. Karsten Hoofd-Ingenieur bij den Waterstaat en der Publieke Werken. Hij bracht de weg tevens in kaart en beschreef deze.
De veenweg bestaat uit planken en stammetjes en loopt tussen Ter Apel en Valthe. Het zou destijds de Hondsrug met Westerwolde hebben verbonden.
De veenweg is zo lang bewaard gebleven doordat deze beschermd was door het veen. Delen van de weg zijn na Karsten blootgelegd door L.J.F. Janssen (1848), P.S. en D.H. van der Scheer (1854-1855) en G.J. Landweer (1891-1892).